# Johnny Love
Johnny Love é um filme brasileiro de 1987 e dirigido por João Elias Junior.

## Sinopse
Um acidente automobilístico une as vidas do fotógrafo Johnny (Maurício Mattar) e da cantora Juliana (Ângela Figueiredo) . Juntos eles fazem de tudo para levar o conjunto de rock de Juliana ao estrelato. Filme musical típico dos anos 80, vindo na onda de Bete Balanço.

## Elenco
- Maurício Mattar .... Johnny
- Ângela Figueiredo .... Juliana
- Paulo Guarnieri .... Macedinho
- Nizo Neto .... Serginho
- Felipe Carone .... Macedo
- Adriana Riemmer .... ela mesma
- Cristina Bittencourt .... Cris
- Andréa Murucci .... Modelo
- Celso Faria .... Marco
- Sérgio Dias .... Líder da Banda

## Curiosidades
- As músicas do filme foram compostas pelo mutante Sérgio Dias.
- Foi lançado em 1988 em VHS para locação com o subtítulo "Pra Onde Os Sonhos Vão Te Levar".
- Foi também o filme de estréia do Diretor de Arte e artista plástico Alexandre Murucci, que assinou inclusive a cenografia e figurino do filme.